# ایمره گدوواری
ایمره گدوواری (مجاری: Gedővári Imre; ۱ ژوئیهٔ ۱۹۵۱ – ۲۲ مهٔ ۲۰۱۴) شمشیرباز اهل مجارستان بود.
وی در مسابقات کشوری و بین‌المللی در مجموع برندهٔ ۵ مدال طلا، ۳ مدال نقره، ۵ مدال برنز شده‌است.